# (973) Aralia
(973) Aralia es un asteroide perteneciente al cinturón exterior de asteroides descubierto el 18 de marzo de 1922 por Karl Wilhelm Reinmuth desde el observatorio de Heidelberg-Königstuhl, Alemania.
Está nombrado por la aralia, una planta de la familia de las araliáceas.